# Kid Ory
Edward „Kid“ Ory (25. prosince 1886 LaPlace v Louisianě – 23. ledna 1973 na Havaji, pohřben v New Orleans) byl americký jazzový pozounista a kapelník.
Poté, co se začal věnovat hudbě jako hráč na banjo a vyzkoušel si kornet, začal udávat styl pozounové hry neworleánského jazzu. První profesionální vystoupení měl ve věku deseti let. Hrál v typickém stylu tailgate, ve kterém pozoun rytmicky kontrastuje a doprovází melodické linie trubky krátkými frázemi; typická jsou glissanda v předtaktí.
V letech 1912 až 1919 Ory vedl nejpopulárnější kapelu v celém New Orleansu. V tomto období s Orym hrálo mnoho hudebníků „hot jazzu“, včetně Kinga Olivera, mladého Louise Armstronga, který nahradil Olivera, Johnnyho Doddse, Sidneyho Becheta a Jimmieho Nooneho.
V roce 1919 se Ory na radu svého lékaře přestěhoval do teplejší Kalifornie. Spolu s dalšími hudebníky z New Orleansu poté hrál na západním pobřeží pod jménem „Kid Ory's Creole Orchestra“. V roce 1922 byli první černou kapelou z New Orleansu, která nahrála jazzovou nahrávku pro krátce působící značku Sunshine Record Company (i když pod pseudonymem „Spike's Seven Pods of Pepper Orchestra“), včetně skladeb Ory's Creole Trombone a Society Blues.
V roce 1925 se Ory přestěhoval do Chicaga, kde pravidelně nahrával s Kingem Oliverem, skupinou Louis Armstrong and His Hot Five a Hot Seven (Hot Fives &amp; Sevens); hrál také s Jellym Rollem Mortonem, Johnnym Doddsem a několika dalšími místními kapelami, například u Boyda Atkinse. Za hospodářské krize se Ory víceméně stáhl z hudební scény a se svým bratrem provozoval slepičí farmu. Během dixielandové revivalu ve 40. letech oživil v roce 1943 „Creole Orchestra“ a působil na jevišti i jako autor hudebních nahrávek až do svého odchodu na odpočinek v roce 1966.